# Список прем'єр-міністрів Бутану
Прем'єр-міністр Бутану — глава уряду Королівства Бутан і голова її Ради міністрів. Призначається Національною асамблеєю.

## Список глав урядів Королівства Бутан (1907— наш час)
(Там, де прем'єр-міністр відбув більше одного терміну, зазначено в дужках)

### Головні міністри (Gongzim)
| Ім'я                      | Початок терміну | Кінець терміну | Політична партія |
| ------------------------- | --------------- | -------------- | ---------------- |
| Раджа Уг'єн Дорджі        | 1907            | 1916           | Позапартійний    |
| Раджа Сонам Тобгай Дорджі | 1917            | 1952           | Позапартійний    |

### Прем'єр-міністри (Lonchen)
| Ім'я                                          | Початок терміну  | Кінець терміну    | Політична партія                   |
| --------------------------------------------- | ---------------- | ----------------- | ---------------------------------- |
| Джігме Дорджі                                 | 1952             | 5 квітня 1964     | Позапартійний                      |
| Вакантна (5 квітня 1964 — 25 липня 1964)      |                  |                   |                                    |
| Льєндуп Дорджі                                | 25 липня 1964    | 27 листопада 1964 | Позапартійний                      |
| Скасовано (27 листопада 1964 — 20 липня 1998) |                  |                   |                                    |
| Джігме Тінлей (1/3)                           | 20 липня 1998    | 9 липня 1999      | Позапартійний                      |
| Сангай Нгедуп (1/2)                           | 9 липня 1999     | 20 липня 2000     | Позапартійний                      |
| Єшей Зімба (1/2)                              | 20 липня 2000    | 8 серпня 2001     | Позапартійний                      |
| Ханду Вангчук (1/2)                           | 8 серпня 2001    | 14 серпня 2002    | Позапартійний                      |
| Кінзанг Дорджі (1/2)                          | 14 серпня 2002   | 30 серпня 2003    | Позапартійний                      |
| Джігме Тінлей (2/3)                           | 30 серпня 2003   | 18 серпня 2004    | Позапартійний                      |
| Єшей Зімба (2/2)                              | 18 серпня 2004   | 5 вересня 2005    | Позапартійний                      |
| Сангай Нгедуп (2/2)                           | 5 вересня 2005   | 7 вересня 2006    | Позапартійний                      |
| Ханду Вангчук (2/2)                           | 7 вересня 2006   | 31 липня 2007     | Позапартійний                      |
| Кінзанг Дорджі (2/2)                          | 31 липня 2007    | 9 квітня 2008     | Позапартійний                      |
| Джігме Тінлей (3/3)                           | 9 квітня 2008    | 30 липня 2013     | Партія миру та процвітання         |
| Церінг Тобгай (1/2)                           | 30 липня 2013    | 2018              | Народно-демократична партія Бутану |
| Лотай Церінг                                  | 7 листопада 2018 | 1 листопада 2023  | Об'єднана партія Бутану            |
| Чог'ял Даго Рігдзін                           | 1 листопада 2023 | 28 січня 2024     | т.в.о.                             |
| Церінг Тобгай (2/2)                           | 28 січня 2024    |                   | Народно-демократична партія Бутану |